# 54-та ракетна дивізія (РФ)

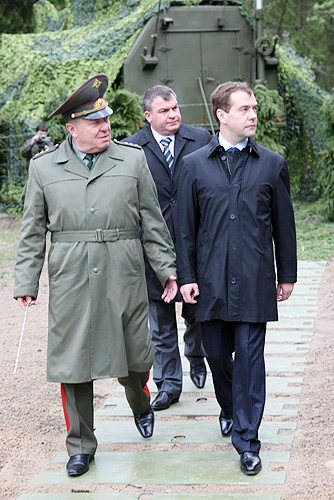
Командувач РВСП генерал-полковник М. Є. Соловцов представляє 54-у гвардійську ракетну дивізію Верховному головнокомандувачу Д. А. Медведєву і Міністру оборони А. Е. Сердюкову, 15 травня 2008 року

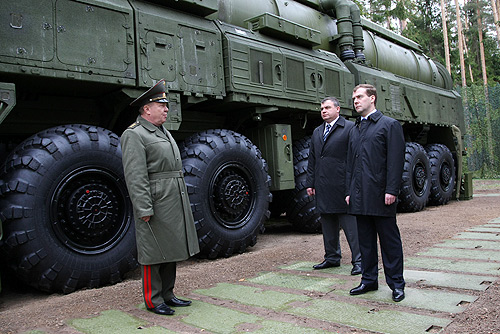
Командувач РВСП генерал-полковник Микола Соловцов представляє 54-ту гвардійську ракетну дивізію Верховному головнокомандувачу Дмитру Медведєву і Міністру оборони Анатолію Сердюкову, 15 травня 2008 року

54-та гвардійська ракетна ордена Кутузова дивізія (військова частина 34048) — з'єднання у складі 27-ї гвардійської ракетної Вітебської Червонопрапорної армії Ракетних військ стратегічного призначення, розташована в місті Тейково Івановської області.
До складу дивізії входять 4 ракетні полки, частини забезпечення та охорони. Елементи бойового порядку розташовані у 5 областях — Московській, Ярославській, Костромській, Івановській та Володимирській.

## Історія
25 червня 1960 року на базі 27-ї окремої гвардійської гарматної артилерійської бригади, що веде свою історію з 15 жовтня 1943 року, та яка входила до складу 8-ї гарматної дивізії Резерву Верховного Головнокомандування, була сформована 197-та ракетна інженерна бригада з дислокацією управління бригади у місті Тейково Івановської області.
25 червня 1961 року 197-ма ракетна інженерна бригада була переформована на гвардійську ракетну ордена Кутузова дивізію з місцем дислокації у місті Тейково Івановської області.
30 серпня 1963 року на державному полігоні проведено перший успішний навчально-бойовий пуск ракети Р-2.
Всього бойовими розрахунками дивізії було вироблено 36 навчально-бойових пусків.
27 листопада 1999 року 235-й ракетний полк з'єднання отримав почесне найменування «Іванівський».

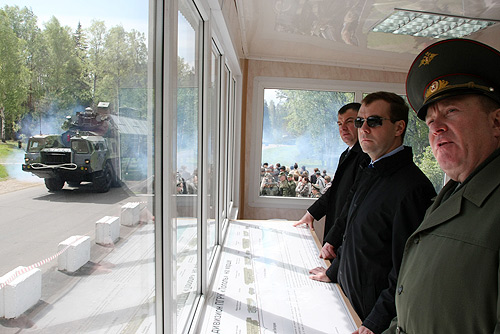
Президент Росії Д. А. Медведєв, Командувач РВСП М. Є. Соловцов, Міністр оборони А. Е. Сердюков у 54 гв. рд.

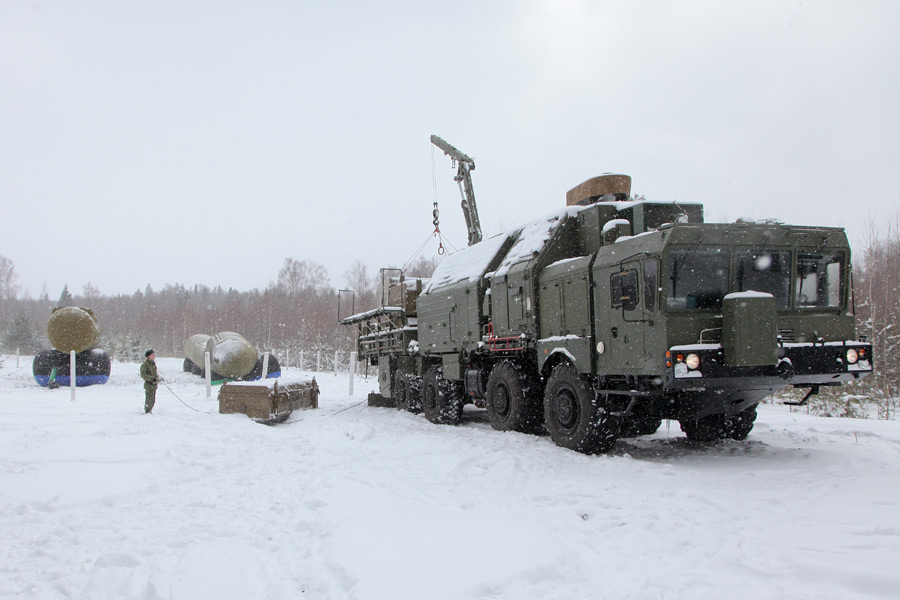
Відпрацювання заходів антитерористичної захищеності й інженерного забезпечення в ході приведення 54-ї гвардійської ракетної дивізії у вищий ступінь бойової готовності

У 2006 році дивізію відвідав Президент Російської Федерації Володимир Путін, в 2008 році — Президент Російської Федерації Дмитро Медведєв.
З 2008 року дивізія бере участь у військових парадах на Красній Площі в Москві.
Дивізія стала першою в РВСП повністю переозброєною на сучасні ракетні комплекси «Ярс» й «Тополя-М». Щодобово у з'єднанні бойове чергування несуть понад 500 ракетників.

## Склад
- Управління дивізії (в/ч 34048, раніше в/ч 34048-У)
- 321-й ракетний полк (в/ч 21663).
- 235-й ракетний Івановський полк (в/ч 12465)
- 285-й ракетний полк (в/ч 12416).
- 773-й ракетний полк (в/ч 43656, колишня в/ч 07399 переведений з Новосибірська-95)
- Технічна ракетна база (в/ч 95852).
- Пересувний запасний командний пункт (ПЗКП) в/ч 34048 (раніше — рухливий командний пункт, в/ч 34048-Г).
- Батальйон бойового забезпечення, в/ч 34048- А, ББЗ (колишній ОІСБ, в/ч 03616).
  - Вузол зв'язку (раніше в/ч 03006, розформований з 1 жовтня 2011 року)
- Батальйон охорони і розвідки в/ч 34048 БОР (раніше в/ч 52861 ОБОР).
- Група регламенту і ремонту засобів бойового управління та зв'язку (в/ч 34048-Т).
- Окремий автомобільний батальйон в/ч 03670, ОАБ
- Батальйон матеріально-технічного забезпечення, в/ч 34048 БМТЗ (раніше база матеріально-технічного забезпечення (БМТЗ), в/ч 34048-Д).
  - Ремонтно-експлуатаційна рота в складі в/ч 34048 БМТЗ (раніше — Рухома автотранспортна майстерня, в/ч 34048-Ю, розформована з 1 жовтня 2011 року).
- Експлуатаційно-технічна комендатура (в/ч 62681).
- Вузол комплексного технічного контролю (в/ч 34048-Б).
- Група забезпечення навчального процесу (в/ч 34048-І).
- Фельд'єгерської-поштова станція.
- 6-й окремий медико-санітарний батальйон (в/ч 46182).

## Командири
- з 1960 по 1965 — генерал-майор Збраїлов Борис Євгенович
- з 1965 по 1969 — генерал-майор Лешин Анатолій Васильович
- з 1969 по 1974 — генерал-майор Шиловський, Володимир Петрович
- з 1974 по 1976 — генерал-майор Урлін Ігор Борисович
- з 1976 по 1983 — генерал-майор Олійник, Іван Іванович
- з 1983 по 1987 — генерал-майор Бяков Федір Андріанович
- з 1987 по 1992 — генерал-майор Черенов Віктор Петрович
- з 1992 по 1994 — генерал-майор Руденко Василь Степанович
- з 1994 по 1997 — генерал-майор Синякович Леонід Євгенович
- з 1997 по 1999 — генерал-майор Чистопольський Павло Олексійович
- з 1999 по 2007 — генерал-майор Пчелінцев Юрій Олександрович
- з 2007 по 2010 — полковник Фазлетдінов Ігор Робертович
- c 2010 по 2015 (?) — генерал-майор (до червня 2013 — полковник) Глазунов Олег Леонідович
- з 2015 по 2017 — полковник Кушниренко Володимир Володимирович
- з 2017 по наш час — полковник Шигмарданов Фарід Навельевіч

## Озброєння

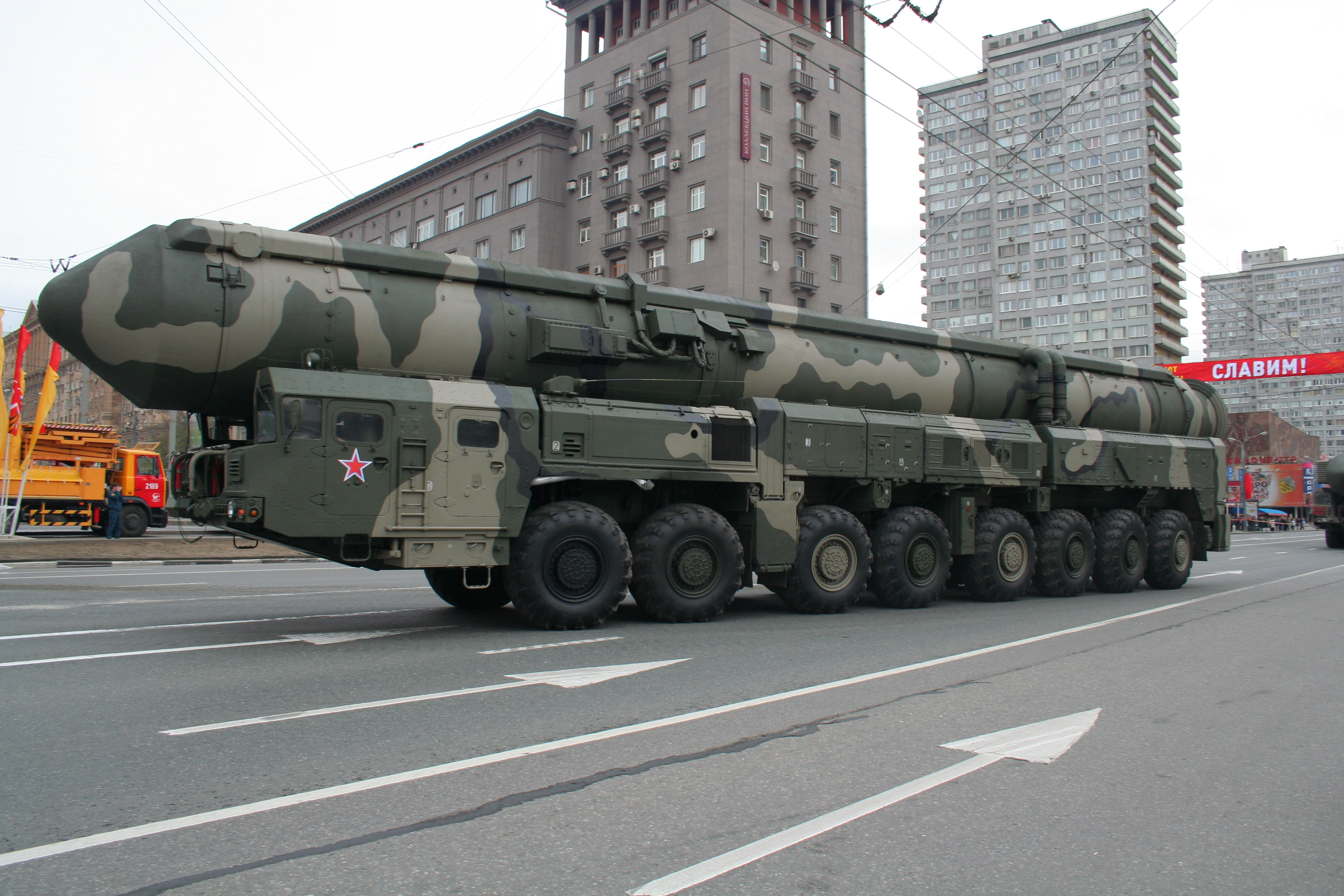
Пускова установка 54 гв.рд на генеральній репетиції Параду Перемоги у Москві, 2010 рік

У різні роки на озброєнні дивізії стояли ракетні комплекси:
- У 1962—1977 рр. — Р-16У (8К64У);
- У 1968—1975 рр. — УР-100 (8К84);
- У 1971—1991 рр. — УР-100К (15А20);
- З 1988-досі — РТ-2ПМ «Тополя» (15Ж58).
- З 10 грудня 2006 року — РТ-2ПМ2 «Тополь-М» (15Ж65)[2].
- З грудня 2009 року — РС-24 «Ярс» (2 ракетні полки — 6 ракетних дивізіонів, всього 18 ПУ на бойовому чергуванні)